# Adlai Stevenson
Adlai Ewing Stevenson II (5 de febrer del 1900 – Londres, 14 de juliol del 1965) va ser un polític estatunidenc, conegut per la seva actitud intel·lectual, oratòria eloqüent, i la promoció de la causa liberal en el Partit Demòcrata. Va exercir de 31è Governador d'Illinois, i va rebre la nominació del Partit Demòcrata a la presidència en 1952 i 1956; en ambdues ocasions va ser derrotat pel republicà Dwight D. Eisenhower. En va buscar la nominació presidencial demòcrata per tercera vegada en l'elecció de 1960, però va ser derrotat pel Senador John F. Kennedy de Massachusetts. Després de la seva elecció, el President Kennedy va nomenar Stevenson com l'Ambaixador davant les Nacions Unides; càrrec que va exercir del 1961 fins al 1965. Va morir el 14 de juliol de 1965 en després de patir un fatal atac de cor a 65 any.